# Dempel (Kalibawang)
Dempel is een bestuurslaag in het regentschap Wonosobo van de provincie Midden-Java, Indonesië. Dempel telt 4729 inwoners (volkstelling 2010).